# Nezzazatina
Nezzazatina es un suborden de foraminíferos del orden Lituolida que agrupa taxones tradicionalmente incluidos en el Suborden Textulariina o en el orden Textulariida. Su rango cronoestratigráfico abarca desde el Kimmeridgiense (Jurásico superior) hasta el Maastrichtiense (Cretácico superior).

## Discusión
Clasificaciones previas incluían los géneros de Nezzazatina en el suborden Textulariina del orden Textulariida

## Clasificación
Nezzazatina incluye a las siguientes superfamilias:
- Superfamilia Nezzazatoidea